# John Taylor (Okulist)

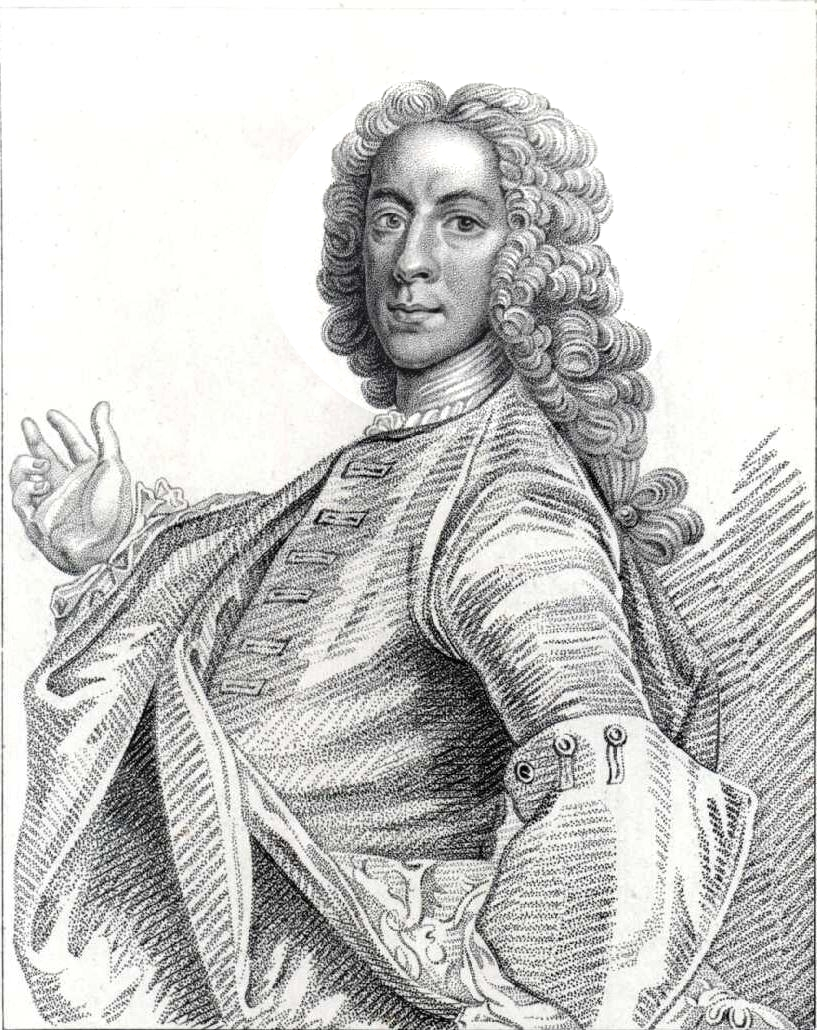
John Taylor

John Taylor (* 1703 in Norwich; † 16. November 1770 in Rom) war ein englischer Okulist und medizinischer Scharlatan.

## Leben
Taylor lernte das Chirurgenhandwerk in London bei dem britischen Chirurgen William Cheselden im St Thomas’ Hospital.
Im Laufe seiner Tätigkeit operierte er Berühmtheiten jener Zeit wie Edward Gibbon, lernte den Diplomaten Gottfried van Swieten kennen und wurde zum Hofokulisten von König Georg II. Er selbst bezeichnete sich als „Chevalier“.
Später bereiste er Europa in einer Kutsche, die mit Bildern von Augen bemalt war, und praktizierte den Starstich und andere Augenoperationen, wobei er jedoch darauf bedacht war, nach seinen jahrmarktsähnlichen Auftritten und dem Erhalt einer Bezahlung die jeweilige Stadt möglichst schnell zu verlassen. In seiner Autobiographie von 1761 bezeichnete Taylor sich selbst als “Ophthalmiater Pontifical, Imperial, Royal”. Er soll die augenheilkundliche Vorlesung de visu et morbis oculorum bei Herman Boerhaave gehört haben.
Unabhängigen Berichten zufolge fügte Taylor seinen Patienten Schaden zu. So operierte er Ende März 1750 in Leipzig Johann Sebastian Bachs grauen Star, Bach erblindete hierauf und starb ein Vierteljahr später. Im August 1758 operierte Taylor Georg Friedrich Händel in Tunbridge Wells, Händels Gesundheitszustand wurde danach zusehends schlechter. In beiden Fällen rühmte sich Taylor jedoch eines vollständigen Erfolgs. Der niederländische Augenarzt R. Zegers bemerkte: „Nach seiner Ausbildung begann Taylor in der Schweiz zu praktizieren, wo er hunderte von Patienten erblinden ließ, wie er es selbst einmal bekannte.“
Vor jeder Operation hielt Taylor eine lange, ihn selbst rühmende Rede, die er in einem sehr besonderen rhetorischen Stil vortrug. Der Zeitgenosse Samuel Johnson sagte über Taylor, dass dessen Leben „ein Beispiel dafür bietet, wie weit Vermessenheit die Ahnungslosigkeit treiben kann“.
Wie der geschäftstüchtige John Thomas Woolhouse, der ebenfalls noch den damals bereits überholten Starstich praktizierte, war auch Taylor ein Gegner der sich seinerzeit etablierenden Lehrmeinung, dass der graue Star seine Ursache in der Augenlinse hat.
Taylor starb in Vergessenheit, seine letzten Jahre soll er in vollständiger Blindheit verlebt haben.

## Schriften
- An Account of the Mechanism of the Eye. 1727
- The Life and Extraordinary History of the Chevalier John Taylor. 1761 (Autobiographie)